# Vadim Zvjagincev
Vadim Viktorovič Zvjagincev (in russo Вадим Викторович Звягинцев?; Mosca, 18 agosto 1976) è uno scacchista russo.
Ottenne il titolo di Grande maestro nel 1994, all'età di 18 anni.
È noto per il suo stile di gioco originale, tendenzialmente tattico ma propenso ad evitare le varianti di apertura più teorizzate. Viktor Korčnoj, in un'intervista del 2006, lo ha definito "un giocatore di rara originalità ... ha una visione molto personale della vita, e ciò si riflette nel suo stile di gioco".
Ha introdotto un suo "antidoto" contro la difesa siciliana (1. e4 c5. 2. Ca3!?), con il quale ha sconfitto, tra gli altri, due ex campioni del mondo FIDE, Aleksandr Chalifman e Ruslan Ponomarëv.
Nel torneo di qualificazione per il campionato del mondo del 1998, svoltosi a Groninga con il formato dell'eliminazione diretta, nei primi tre round sconfisse i forti GM statunitensi Joel Benjamin, Grigorij Kajdanov e Yasser Seirawan, poi nel quarto round perse contro il connazionale Aleksej Dreev.
Ha partecipato con la Russia a tre olimpiadi:
- alle olimpiadi di Mosca 1994 in seconda scacchiera per la Russia-B, che ottiene la medaglia di bronzo;
- alle olimpiadi di Ėlista 1998 come prima riserva per la Russia-A, che ottiene la medaglia d'oro;
- alle olimpiadi di Calvià 2004 come seconda riserva per la Russia, che ottiene la medaglia d'argento.

Altri risultati:
- 1992: vince il campionato europeo individuale under-16;
- 1997: medaglia d'oro di squadra e d'argento individuale nel campionato europeo a squadre;
- 2000: vince il torneo di Essen;
- 2002: vince ancora il torneo di Essen, davanti a Péter Lékó;
- 2003: secondo nel Mainz Chess Classic dietro ad Aronyan;
- 2004: è ancora secondo nel Mainz Chess Classic
- 2005: terzo a Kazan' nel torneo di qualificazione per il campionato russo, nel quale si classifica quarto;
- 2006: pari secondo nel torneo "Pojkovsky Karpov", dietro a Širov.

## Partite notevoli
- Zvjagincev – Yasser Seirawan, FIDE WCh KO Groningen, 1997 –  Gambetto di Donna D51
- Roberto Cifuentes Parada – Zvjagincev, Wijk aan Zee Open, 1995 –  Difesa Semislava D45 [2]
- Zvjagincev - Veselin Topalov, Wijk aan Zee Open, 1995 –  Gambetto Benko A57
- Vladimir Malachov – Zvjagincev, 5th Poikovsky Karpov Tournament, 2004 –  Difesa est-indiana E97 [3]

Il suo rating FIDE di novembre 2014 è di 2655 punti Elo. Ha raggiunto il massimo Elo in gennaio 2012, con 2688 punti.